# しあわせ志願
『しあわせ志願』（しあわせしがん）は、1988年4月4日から1988年4月29日まで、NHKの「銀河テレビ小説」で放送されたテレビドラマである。（全20回）

## キャスト
- 林田由利子：原田知世
- 吉野珠美：中島唱子
- 林田良平：角田英介
- 湯川邦夫：竹内力
- 野口喜美子：村上里佳子
- 石井典子：南條玲子
- 阿部雅江：川津花
- 信子：片桐はいり
- 篠原：きたろう
- 相沢：石塚英彦
- 辻：段田安則
- 蒔田：岡本信人
- 林田耕一郎：柳生博
- 吉野太郎：谷啓
- 林田加津子：加賀まりこ
- 斉川一夫

## スタッフ
- 原作：林真理子「真理子の青春日記&レター」「食べるたびに哀しくって」
- 脚本：小林政広
- 音楽：島津秀雄
- 演奏：新室内楽協会
- 演出：原嶋邦明・花房實・柴田岳志
- 主題歌：原田知世「本日晴天」